# Yoshida Toru
Toru Yoshida (sinh ngày 17 tháng 5 năm 1965) là một cầu thủ bóng đá người Nhật Bản.

## Sự nghiệp câu lạc bộ
Toru Yoshida đã từng chơi cho JEF United Ichihara và Brummell Sendai.

## Thống kê câu lạc bộ

### J.League
| Đội                 | Năm       | J.League | J.League | J.League Cup | J.League Cup | Tổng cộng | Tổng cộng |
| Đội                 | Năm       | Trận     | Bàn      | Trận         | Bàn          | Trận      | Bàn       |
| ------------------- | --------- | -------- | -------- | ------------ | ------------ | --------- | --------- |
| JEF United Ichihara | 1992      | -        | -        | 7            | 0            | 7         | 0         |
| JEF United Ichihara | 1993      | 26       | 0        | 5            | 0            | 31        | 0         |
| JEF United Ichihara | 1994      | 17       | 0        | 2            | 0            | 19        | 0         |
| Tổng cộng           | Tổng cộng | 43       | 0        | 14           | 0            | 57        | 0         |